# رباط معلق للإبط
رباط معلق للإبط (بالإنجليزية: Suspensory ligament of axilla)‏ ويُسمى أيضًا رباط جيردي (بالإنجليزية: Gerdy's ligament)‏ هو رباط معلق يربطُ اللفافة الترقوية الصدرية مع اللفافة الإبطية، حيثُ يُشكل هذا الاتحاد الإبط.
سُمي برباط جيردي نسبةً إلى الطبيب الفرنسي بيير نيكولاس جيردي (1797-1856).